# Thalassa (måne)
Thalassa (grekiska: Θάλασσα) är en av Neptunus månar. Den är döpt efter havsväsendet Thalassa som var dotter till Aither och Hemera. Månen upptäcktes i september 1989 efter bilderna från rymdsonden Voyager 2.